# Bill Fralic
William P. „Bill“ Fralic, Jr. (* 31. Oktober 1962 in Pittsburgh, Pennsylvania; † 13. Dezember 2018 in Atlanta) war ein US-amerikanischer American-Football-Spieler auf der Position des Offensive Guards. Er spielte insgesamt neun Jahre in der National Football League (NFL).

## Frühe Jahre
Fralic ging in seiner Geburtsstadt Pittsburgh zur High School. Später ging er auf die University of Pittsburgh, wo er im College-Footballteam auf der Position des Offensive Tackles spielte und zweimal die All-American-Auszeichnung erhielt (1983 und 1984).

## NFL
Fralic wurde im NFL-Draft 1985 in der ersten Runde an zweiter Stelle von den Atlanta Falcons ausgewählt. Bereits in seiner ersten Saison wurde er Stammspieler auf der Position des Offensive Guards. Zwischen 1986 und 1989 wurde er viermal in den Pro Bowl gewählt. Insgesamt spielte er 116 Spiele von 1985 bis 1992 für die Falcons. Zur Saison 1993 wechselte er zu den Detroit Lions, wo er nach einer Saison, in der er alle 16 Saisonspiele bestritt, seine aktive Karriere beendete.
Schon während seiner Spielerkarriere setzte sich Fralic gegen den Missbrauch von Steroiden in der NFL ein.

## Nach der NFL-Karriere
Fralic arbeitete zwischen 1995 und 1997 als Co-Kommentator bei Spielen der Atlanta Falcons, von 2004 bis 2010 bei den College-Football-Spielen der University of Pittsburgh. Außerdem leitete er ein Versicherungsunternehmen in Atlanta, die Bill Fralic Insurance Services Inc.